# Charles Ray
Charles Ray, född 1953 i Chicago i USA, är en amerikansk skulptör.
Charles Ray är ett av fem barn till Helen och Wade Ray. Han utbildade sig i konst på University of Iowa och på Mason Gross School of the Arts på Rutgers University i New Jersey. Charles Ray hade sin första separatutställning 1983 i Los Angeles.
Han deltog i Venedigbiennalen 1993 och 2003 och på DOCUMENTA IX i Kassel 1992. Han bor och arbetar i Los Angeles och har förestått skulpturavdelningen på University of California, Los Angeles sedan 1981.

## Offentliga verk i urval
- Boy with Frog, 2009, Punta della Dogana, Venedig i Italien